# 지오스톰
《지오스톰》(영어: Geostorm)은 2017년 공개된 미국의 SF 재난 영화이다.

## 줄거리
가까운 미래, 기후변화로 인해 지구에 갖가지 자연재해가 속출한다. 세계 정부 연합은 더 이상의 재난을 예방하기 위해 세계 인공위성 조직망을 통해 날씨를 조종할 수 있는 '더치보이' 프로그램을 개발한다.
하지만 프로그램에 문제가 생기면서 두바이의 쓰나미와 홍콩의 불 회오리, 리우데자네이루의 혹한, 모스크바의 폭염까지, 세계 곳곳에서 일어날 수 없는 기상이변이 일어난다. ‘더치보이’ 개발자 ‘제이크’ (제라드 버틀러 분)는 오류를 바로잡고자 우주 정거장으로 향하고 그의 동생 ‘맥스’(짐 스터지스 분)는 지구에서 그를 돕는다.

## 출연
- 제라드 버틀러 - 제이크 로슨 역
- 짐 스터지스 - 미국 국무부 차관보 맥스 로슨 역
- 애비 코니시 - 미국 비밀경호국 요원 세라 윌슨 역
- 알렉산드라 마리아 라라 - 우테 파스빈더 역
- 에드 해리스 - 미국 국무장관 레너드 데컴 역
- 앤디 가르시아 - 미국 대통령 앤드루 팔마 역
- 리처드 시프 - 버지니아주 상원 의원 토머스 크로스 역
- 로버트 시헌 - 덩컨 테일러 역
- 에우헤니오 데르베스 - 알 에르난데스 역
- 아데페로 오두예 - 에니 아디사 역
- 암르 와케드 - 레이 뒤세트 역
- 대니얼 우 - 쳉 롱 역
- 데이비드 S. 리 - 리코 역
- 저시 베이츠 - 데이나 역
- 털리사 베이트먼 - 해나 로슨 역
- 빌리 슬로터 - 칼 역
- 톰 최 - 중국 대표 리 역
- 메어 위닝햄 - 커샌드라 제닝스 박사 역
- 제러미 레이 테일러 - 에밋 역
- 그레고리 앨런 윌리엄스 - 몬트그래프 장군 역
- 드루 파월 - 크리스 캠벨 역
- 줄리아 덴턴 - 해나의 어머니 역
- 수린 - ISS 생존자 역 (크레디트 미기재)
- 크리스토퍼 헤스키 - 비밀경호국 요원 역 (크레디트 미기재)